# ساليف دياو
ساليف ألاساني دياو (بالفرنسية: Salif Diao)‏ ، من مواليد 10 فبراير 1977 في كيدوغو في السنغال ، لاعب كرة قدم سنغالي.
و قد لعب مع منتخب السنغال لكرة القدم.

## روابط خارجية
- ساليف دياو على موقع الاتحاد الدولي (مؤرشف)  (الإنجليزية)
- ساليف دياو على موقع الاتحاد الأوربي (الإنجليزية)
- ساليف دياو على موقع قاعدة بيانات كرة القدم.إي يو (الإنجليزية)
- ساليف دياو على موقع ناشيونال فوتبول تيمز (الإنجليزية)
- ساليف دياو على موقع Soccerbase.com (لاعب) (الإنجليزية)
- ساليف دياو على موقع عالم كرة القدم.نت (الإنجليزية)
- ساليف دياو على موقع كووورة